# Jan Nepomuk II. z Erdődy
Jan Nepomuk II. hrabě Erdődy (23. května 1733, Velika – 23. března 1806, Záhřeb) byl chorvatsko-uherský šlechtic a politik z rodu Erdődyů. V letech 1790–1806 vykonával úřad chorvatského bána.

## Život a politická činnost
Narodil se jako syn císařského komorníka a kapitána husarů Ladislava Erdődyho z Monyorókeréku (1693–1751) a jeho manželky Anny Marie z Illésházy (1694–1765).
Během jeho funkčního období přijal chorvatský parlament v květnu 1790 rezoluci, která uznala Uherskou místodržitelskou radu jako vládu (společnou) pro Chorvatsko. Parlament tak uznal společnou maďarsko-chorvatskou vládu pro obě země ve víře, že to bude nejlepší štít proti případnému novému absolutismu a germanizaci.
Na zasedání smíšeného parlamentu v Budíně v roce 1790 se však Jan z Erdődy bránil zavedení maďarštiny v Chorvatsku a pronesl jménem chorvatské parlamentní delegace památnou větu Regnum regno non praescribit leges (česky Království nepředepisuje zákony jinému království). Rozhodně tak dal na vědomí, že chorvatský parlament uznává pouze společného krále, nikoli však nadvládu jiného parlamentu. Tato slova opozice vůči projektu mladého maďarského nacionalismu zapsala bána Erdődyho významným způsobem do dějin Chorvatska: leží v jádru závazku k chorvatskému státnímu právu.

## Manželství a rodina
Jan Nepomuk se 16. srpna 1762 oženil s Annou Marií Széchényiovou (1743–1783), dcerou hraběte Antonína Széchényiho (1714–1767) a Zuzany Barkóczyové. Z jejich manželství se narodily sedm děti:
- Antonie (1765–1792)
- Alexandr (1766–1823)
- Josef (1767-1768)
- Petr (1771-1833)
- Tomáš (1773-1803)
- Zikmund (1775–1813)
- Zuzana (1780-1853)

## Odkaz
Tato jeho slova se stala jedním z obecných míst chorvatského nacionalismu a dokonce i chorvatského národního cítění. Antun Gustav Matoš je ve své básni Pri svetom kralju z roku 1909 neprávem připsal bánovi Tomáši II. z Erdődy (1588–1624), na jeho náhrobek v záhřebské katedrále.
Tato slova pronesl také první chorvatský prezident dr. Franjo Tuđman ve svém prvním projevu před prvním demokraticky zvoleným parlamentem.